# Discord
Discord (укр. Дискорд) — це платформа обміну миттєвими повідомленнями та цифрового розповсюдження інформації з функціями VoIP. Користувачі спілкуються за допомогою голосових дзвінків, відеочатів, текстових повідомлень, медіа та файлів у приватних чатах або в межах спільнот, які називаються «серверами». Сервер Discord — це набір постійних чатів та каналів голосового чату, доступ до яких можна отримати через запрошення. Discord працює на Windows, macOS, Android, iOS, iPadOS, Linux та у веббраузерах. У 2023 році Discord мав приблизно 560 мільйонів користувачів та 200 мільйонів активних користувачів щомісяця, що на 14,2 % більше, ніж у попередньому році.

## Можливості
Застосунок здатний організовувати голосові конференції з налаштуванням каналу зв'язку і працювати за принципом push-to-talk, створювати публічні й приватні чати для обміну текстовими повідомленнями. Програма має браузерну версію, відмінність від настільної версії — в тому, що режим push-to-talk працює тільки якщо в браузері активна вкладка з додатком.
Наявний режим «стримера», при ввімкненні якого ховається вся особиста інформація, відключаються звуки й повідомлення на робочий стіл. Вмикається режим автоматично (при запуску програм для трансляцій, наприклад, OBS чи XSplit), також режим можна увімкнути або вимкнути вручну.
Для аудіо використовується кодек Opus, який має можливості зниження шуму й автоматичного регулювання посилення. Для відео використовується кодек VP8.
Функція «оверлей» забезпечує можливість перемикатися між каналами на сервері, серверами та груповими чатами, збільшувати або зменшувати звук учасників каналу або особистих повідомлень окремо, вмикати та вимикати мікрофон та звук. Працює в більшості ігор на DirectX і OpenGL. Існує «білий список» ігор, в яких оверлей працює без нарікань.
Підтримується призначення «гарячих клавіш».
Реалізована функція відключення повідомлень, можливо відключити повідомлення на мобільний пристрій при бездіяльності на комп'ютері. Є можливість включити озвучення повідомлень. Можна заглушити окремі сервери. Підтримується пошук по чату особистих повідомлень або каналам сервера.
У текстовому чаті підтримується приєднання файлів, картинок, вставка посилань (для деяких сайтів працює попередній перегляд), форматування тексту й емодзі, обмеження розміру вкладень до 8 МБ.
Сервери розміщуються в різних точках світу, для платних підписників надаються виділені потужні сервери.

## Історія
Уперше концепція застосунку Discord була озвучена CEO Джейсоном Сітроном, який створив OpenFeint, соціальну платформу для мобільних ігор. Згодом він продав OpenFeint компанії GREE у 2011 році за 104 млн доларів США, які він використав для створення Hammer & Chisel, студії розробки ігор, у 2012 році. Їхнім першим продуктом був Fates Forever, що було видано у 2014 році, яка, за очікуваннями Сітрона, мала стати першою MOBA-грою на мобільних платформах, але вона не була комерційно успішною через її низьку популярність. Проте під час виробництва Сітрон примітив труднощі, яка мала його команда, коли намагалася грати в інші репрезентативні ігри, як Final Fantasy ⅩⅣ та League of Legends для розробки концепції геймплею, особливо були підмічені проблеми, які стосувалися Voice over IP. Деякі VoIP-опції змушували гравців ширити різні IP-адреси, аби тільки під'єднатися, водночас інші сервіси як Skype чи TeamSpeak є ресурсомісткими та мають відомі проблеми безпеки. Це привело розробників до створення служби чату, який був би сучаснішим та простішим у користуванні.
Discord було публічно видано у травні 2015 року. Джейсон Сітрон зазначав, що Discord просувався лише за підтримки спільноти Reddit, побачивши як багато сабредит-форумів заміняють IRC на Discord сервери. Платформа отримала популярність завдяки eSports та LAN party гравців, а також завдяки іншим стримерам із Twitch..
На початку 2016 року кількість зареєстрованих користувачів досягла понад 11 млн, при цьому щомісячний приріст користувачів становив 2 млн.
У жовтні 2017 року було додано відеочат, а також функція показу екрана — станом на 2018 рік максимальна кількість людей у відеочаті становила 10 осіб. 11 березня 2020 року компанія тимчасово збільшила максимальну кількість людей в відеочаті до 50 осіб.
Станом на 2020 рік застосунок поширюється безплатно, але 23 січня 2017 року була додана платна підписка «Discord Nitro», що дозволяє вибрати персональний ярлик для облікового запису, встановити анімований аватар і використовувати анімовані емодзі, та підвищити якість зображення при демонстрації екрана і ліміт розміру завантаження з 8 МБ до 100 МБ (50 МБ в Nitro Classic). Також, до міграції імен користувачів, Nitro давала можливість змінити тег свого облікового запису (наприклад, DiscordUser#4837 на DiscordUser#0001).
Засновник Discord Джейсон Сітрон оголосив, що платформа більше не буде спиратися виключно на геймерів і тепер залучатиме людей з різними смаками та інтересами.
У березні 2020 року компанія Discord змінила свій девіз із «Чат для геймерів» на «Чат для спільнот та друзів» та представила шаблони серверів. Це було частиною їхньої реакції на збільшення кількості користувачів у результаті пандемії COVID-19.
У квітні 2020 року ім'я користувача Discord у Twitter було змінено з @discordapp на @discord. Пізніше у травні 2020 року Discord змінив свій основний домен з discordapp.com на discord.com.
Починаючи з червня 2020 року, компанія Discord оголосила, що переводить фокус від специфіки відеоігор до більш універсального клієнта для спілкування та чату для всіх функцій, розкриваючи своє нове гасло «Ваше місце для розмов» та переглянутий вебсайт. Серед інших запланованих змін було б зменшення кількості ігрових жартів, які він використовує в клієнті, покращення досвіду вбудовування користувачів та збільшення місткості та надійності сервера. Компанія оголосила, що отримала додаткові 100 мільйонів доларів США інвестицій для допомоги у цих змінах.
У березні 2021 року компанія Discord оголосила, що найняла свого першого фінансового директора, колишнього главу фінансів Pinterest Томаша Марцінковського. Людина, знайома з планами компанії, вважає це одним із перших кроків для компанії на шляху до потенційного первинного розміщення акцій, хоча співзасновник і генеральний директор Джейсон Сітрон заявив раніше цього місяця, що він не думає про те, щоб взяти компанію громадськості. Discord подвоїв свою щомісячну базу користувачів приблизно до 140 мільйонів минулого року. Того ж місяця Bloomberg News повідомила, що Microsoft та інші потенційні компанії прагнуть придбати Discord на суму 10 мільярдів доларів. Однак вони завершили переговори з Microsoft, вирішивши залишитися незалежними. Натомість Discord розпочала ще один раунд інвестицій у квітні 2021 року. Серед тих, хто інвестував у компанію, була Sony Interactive Entertainment; компанія заявила, що має намір інтегрувати частину сервісів Discord в PlayStation Network до 2022 року.

Старий словесний знак Discord (2015—2021)

У травні 2021 року Discord здійснив ребрендинг свого логотипа у формі ігрового контролера «Clyde» на святкування своєї шостої річниці. Компанія також змінила колірну палітру свого брендингу та інтерфейсу користувача, зробивши її насиченішою, щоб вона стала більш «сміливою та грайливою». Вони також змінили його гасло з «your place to talk» на «imagine a place», вважаючи, що його буде легше прикріпити до додаткових слоганів; ці зміни зустріли негативну реакцію та критику з боку користувачів Discord.
У липні 2021 року Discord придбала Sentropy, компанію, яка спеціалізується на використанні систем штучного інтелекту для моніторингу онлайн-мереж на наявність образливих повідомлень для виявлення проблемних користувачів і надання рекомендацій користувачам щодо засобів блокування таких повідомлень або користувачів. Після придбання інструменти Sentropy будуть використовуватися виключно для моніторингу серверів Discord, щоб допомогти досягти цілей Discord щодо запобігання переслідуванню користувачів.
Напередодні нового раунду фінансування в серпні 2021 року Discord повідомила, що прибуток у 2020 році становить 130 мільйонів доларів, що втричі більше, ніж у попередньому році, і його сума оцінюється в 15 мільярдів доларів. За словами Сітрон, підвищена оцінка була пов'язана з переходом від «широко відкритих комунікаційних послуг у соціальних мережах до більш невеликих, інтимних місць», а також збільшенням використання через пандемію COVID-19. Вони також захопили користувачів, які залишали Facebook та інші платформи через проблеми з конфіденційністю. Сітрон заявляє, що вони все ще ведуть переговори з кількома потенційними покупцями, включаючи всіх основних виробників ігрових консолей. Завдяки цьому компанія отримала додаткові 500 мільйонів доларів у подальших інвестиціях у вересні 2021 року.
У вересні 2021 року компанія Google надіслала запит на зупинку діяльності розробникам двох найпопулярніших музичних ботів, які використовуються в Discord — Groovy і Rythm, які використовувалися приблизно на 36 мільйонах серверів загалом. Ці боти дозволяли користувачам шукати та відтворювати пісні в голосовому каналі, отримуючи пісні з YouTube без реклами. Через два тижні Discord почав співпрацю з YouTube, щоб протестувати функцію «Дивитися разом», яка дозволяє користувачам Discord дивитися відео YouTube разом.
У листопаді 2021 року Сітрон опублікував макети Discord навколо запропонованих принципів Web3 з інтегрованою криптовалютою та підтримкою невзаємозамінних токенів, що викликало критику з боку користувачів. Пізніше Ситрон заявив, що «Ми […] хочемо уточнити, що ми не плануємо запускати це на цей момент».
Станом на березень 2022 року в Discord працює 600 людей по всьому світу.

### Міграція імен користувачів
До середини 2023 року, щоб дозволити кільком користувачам використовувати одне ім'я користувача, кожному користувачеві призначався чотиризначний номер, який називався «дискримінатор» (у розмовній мові «тег Discord») із префіксом «#», який додавався в кінці свого імені користувача. Користувачі, які підписалися на Discord Nitro, мали можливість змінити цей тег на будь-яке чотиризначне число. У травні 2023 року цю систему замінили на систему псевдонімів (handles), видаливши дискримінатор з імен користувачів. Ця нова система вимагала зміни імені користувача. Користувачі обирали свої нові імена користувачів у пріоритеті на основі того, як рано вони зареєструвалися в Discord, статусу Nitro та власності партнерських та перевірених серверів. Користувачі критикували можливий ризик видавання себе за іншу особу, який може виникнути якщо на їхнє попереднє ім'я користувача претендує інший користувач.

### Цензура вDiscord
Discord набув популярності у членів спільноти альтернативних правих завдяки підтримуваній анонімності та приватності. Аналітик Кіґен Генкс із Southern Poverty Law Center зазначив, що «неможливо бути одним з лідерів руху альт-правих, не користуючись Discord». На початку 2017 року CEO Джейсон Сітрон сказав, що Discord відомо про наявність подібних груп на їхніх серверах. Сітрон заявив, що сервери, які замішані у нелегальній діяльності, і які порушують умови користування, будуть закритими, але він не надав жодного прикладу.
Після випадків насильства, які сталися під час Unite the Right rally у Шарлотсвіллі 12 серпня 2017 року, з'ясувалося, що Discord використовувався для планування та організації мітингу білих расистів. У ньому брали участь Річард Спенсер та Ендрю Англін, високопоставлені діячі цього руху. У відповідь служба закрила сервери Дискорду, які підтримували альт- та ультраправі рухи, та заблокувала їхніх учасників. Керівництво Discord засудило перевагу білих та неонацизм, заявивши, що ці групи «не мають місця на Discord». Discord співпрацював із Southern Poverty Law Center для ідентифікації груп ненависті, які користувалися Discord, та блокував їх. Згодом ще кілька неонацистських та альт-правих серверів були виключені з Discord, зокрема Atomwaffen Division, Nordic Resistance Movement, Iron March і European Domas.
У січні 2018 року The Daily Beast відзвітував, що знайшов певні сервери Discord, які залучені до розповсюдження «порнопомсти» та які сприяють цькуванню жертв у реальному житті за допомогою цих відео і світлин. Подібні дії неприйнятні згідно з умовами користування Discord, тому Discord мав закрити ці сервери та заблокувати їхніх користувачів, проте простота створення облікового запису і нових серверів надає можливість подібним серверам існувати й надалі.
У липні 2018 року Discord оновив умови користування та заборонив розміщення порномультфільмів з неповнолітніми суб'єктами. Певний соцмедійний рух розкритикував Discord за вибірковий дозвіл неповнолітніх порнографічних фурі. Модератори Discord відповіли, що «cub-порно» виокремлено від лолікону і шьотакону, та «дозволене, якщо правильно позначене». У лютому 2019 року Discord виправив умови користування, додавши «не людиноподібні тварини та міфологічні істоти, якщо вони мають вигляд неповнолітніх» до списку заборонених категорій.